# (9817) Thersander
(9817) Thersander (6540 P-L) – planetoida z grupy trojańczyków okrążająca Słońce w ciągu 12,21 lat w średniej odległości 5,3 j.a. Odkryta 24 września 1960 roku.